# Calex

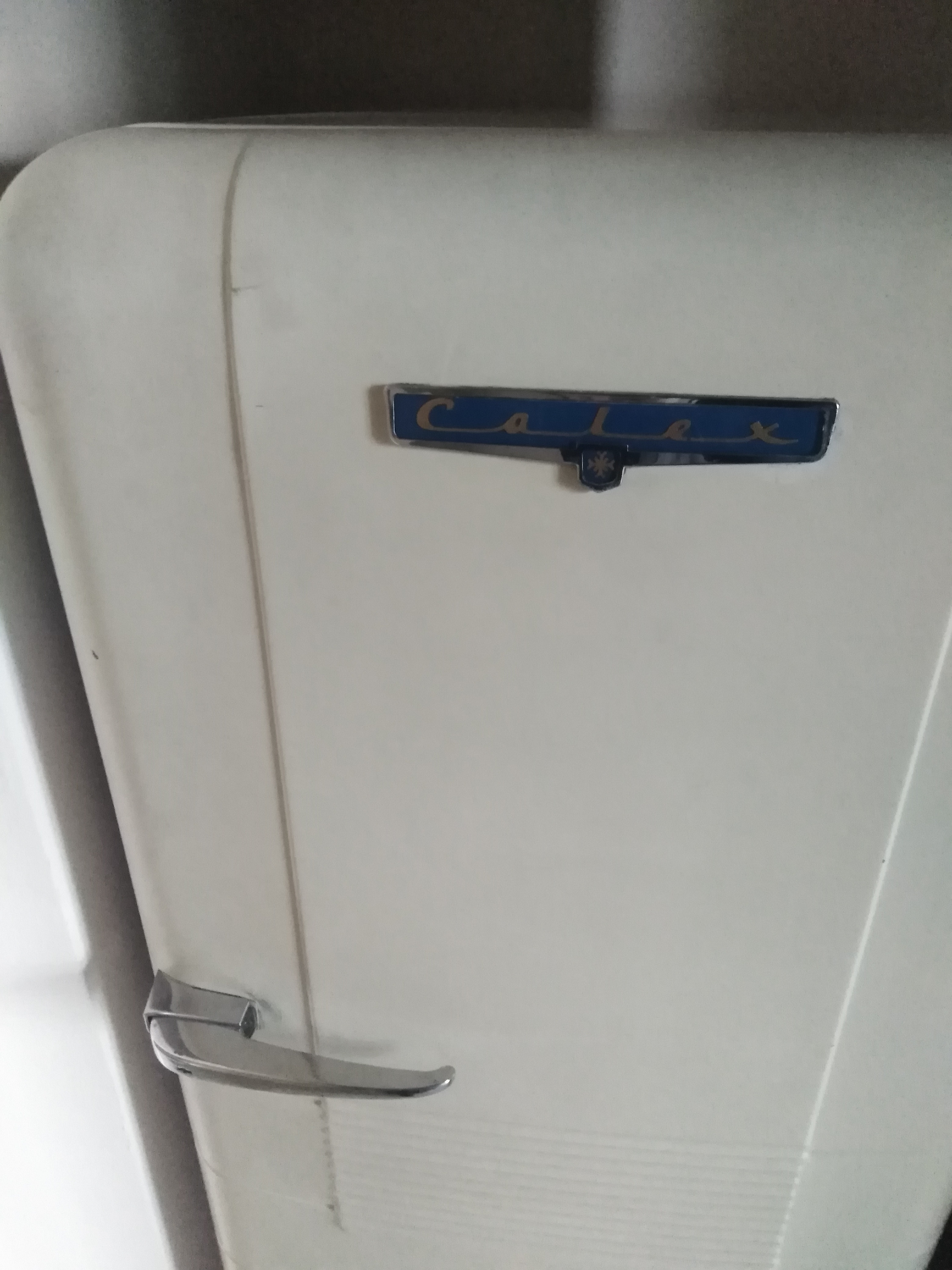
Chladnička Calex

Calex je značka chladicí techniky a bývalý podnik na její výrobu, který sídlil ve Zlatých Moravcích na Slovensku. Po krachu podniku a ukončení výroby ve Zlatých Moravcích se v roce 2003 stala držitelem ochranné známky Calex italská firma ANTONIO MERLONI, S.P.A., která na území Česka a Slovenska dodává chladicí techniku italské výroby.

## Historie podniku ve Zlatých Moravcích
Založený byl v roce 1949, původně s perspektivou hlavního zaměření výroby na obuvnické stroje. Od počátku vyráběl chladničky (zn. Maneta) a tato výroba se brzy stala klíčovou. V roce 1955 se v továrně na chladničky ve Zlatých Moravcích začalo s první ověřovací sérií nových typů chladniček CALEX. V dalších letech se naplno rozběhla výroba chladniček a další chladicí techniky pod tímto označením a podnik převzal název Calex (za éry socializmu Calex n.p., později Calex a.s.)
Podnik se stal hlavním výrobcem chladniček v Československu a jeho výrobek byl součástí téměř každé domácnosti. Export směřoval nejen do zemí socialistického tábora, ale i do severní Afriky či asijských zemí. Podnik byl také největším zaměstnavatelem v regionu, před rokem 1989 v něm pracovalo přes 5000 lidí. Po přechodu na tržní ekonomiku se musel Calex přizpůsobit konkurenčnímu prostředí ale i novým pravidlům používání nebezpečných freonů a z těchto důvodů od roku 1991 založil společný podnik s koncernem Samsung, který se orientoval na výrobu ekologických kompresorů. Přes značnou podporu státu však neuspěl. Souběžně pokračoval i vlastní podnik Calex a.s. Firma se však v devadesátých letech potácela v ekonomických problémech, které skončily jejím krachem. Další pokusy o obnovení výroby ledniček nebyly úspěšné, v areálu se alespoň podařilo obnovit výrobu kompresorů dánskou firmou Danfoss.